# Wilhelm VII. (Angoulême)
Wilhelm VII. Taillefer (franz.: Guillaume Taillefer; † vor 1186) war ein Graf von Angoulême aus dem Haus Taillefer. Er war der zweite Sohn des Grafen Wilhelm VI. und der Margarete, einer Tochter des Vizegrafen Raimund I. von Turenne.
Nach dem Tod seines älteren Bruders Vulgrin III. im Jahr 1181 beanspruchte Wilhelm die Nachfolge in Angoulême unter Missachtung der Erbrechte seiner Nichte Mathilde. Zu deren Vormund ernannte sich aber Richard Löwenherz, Herzog von Aquitanien, der in Angoulême einzog und Wilhelm und dessen jüngeren Bruder Aymar zur Flucht nach Limoges nötigte.
Wann Wilhelm starb, ist nicht bekannt, aber es war vor dem Jahr 1186, da in diesem Jahr Aymar eine Schenkung an die Abtei von Saint-Amant-de-Boixe in Gedenken an seine beiden Brüder tätigte.